# Невіл Шют
Невіл Шют Норвей (англ. Nevil Shute Norway, 17 січня 1899, Ілінг, Лондон — 12 січня 1960, Мельбурн) — англійський та австралійський письменник і авіаінженер.

## Життя і творчість

### Ранні роки
Невіл Шют Норвей народився в Сомерсет-Роуд, Ілінг, Лондон, у родині державного службовця. Здобув освіту в школі Дракона, школі Шрусбері і Бейлліол-коледжі в Оксфорді. У 1922 році закінчив Оксфордський університет і здобув ступінь третього класу у сфері інженерних наук. Ще з дитинства цікавився технікою, особливо літакобудуванням, мріяв стати пілотом. Закінчив військове льотне училище, потім працював у літакобудівній фірмі, брав участь у державному проекті з розвитку авіації.

### Авіація
Невіл Шют створив і до 1938 року очолював літакобудівну фірму «Ейрспід». У роки Другої світової війни очолював інженерно-технічний відділ у британському Адміралтействі (1940-1944). У 1948 році Шют здійснює переліт на власному літаку в Австралію, де працював над книгою; у 1949 році таким же чином повертається назад в Англію. Проте у липні 1950 року разом з усією родиною переселяється в Австралію. Переїзд на далекий континент був, крім усього іншого, зумовлений політичними поглядами Шюта-консерватора, який не бажав жити в країні, яку очолювали лейбористи.

### Початок творчості
Бажання стати письменником народилося у Шюта ще в 1920-ті роки. В Австралії він продовжував писати. Письменник уникав літературного середовища, оточували Шюта люди, близькі йому за духом — інженери, моряки і льотчики, бізнесмени, фермери. З роками у Шюта загострювалася хвороба серця, тому він був змушений відмовитися спочатку від самостійного управління своїм літаком, а потім і гоночним автомобілем.

### Стиль
Романам Невіла Шюта притаманна здатність технічного і політичного передбачення. Наприклад, його роман «Цілком таємно», написаний в 1942 році, був затриманий військовою цензурою й опублікований тільки в 1945 році, адже британська військова влада побачила в ньому перспективні пропозиції, що використані згодом, у 1944 році, під час висадки в Нормандії. Аналогічно і роман «Немає шляху», виданий в 1947 році, розповів читачеві про проблеми в літакобудуванні, що реально виникли в 1953-1954 і призвели до авіакатастрофи літаків типу «Комета».

### На березі
Справжньою літературною сенсацією став роман Невіла Шюта «На березі», який вийшов 1957 року. За ним через два роки був знятий американським кінорежисером Стенлі Крамером художній фільм з Грегорі Пеком і Авою Гарднер у головних ролях. Книга і фільм, поставлений по ній, в яких головною темою є світ після Третьої світової ядерної війни, оспівує любов і вірність обов'язку, людську мужність і почуття товариства.

### Інші твори
З інших романів Невіла Шюта можна назвати «Самотня дорога» (1932) — перший роман письменника, який мав успіх; «Пастораль» (1944) — про життя військового льотчика; «Щуролов» (1942) — про порятунок дітей в роки Другої світової війни у Франції; «Місто як Еліс» (1950) — став світовим бестселером, що перевидається досі; «В сезон дощів» (1953) — дія якого відбувається в середині 1980-х років, роман «Зсув по фазі» (1951). Всього Невілом Шютом було написано 23 романи, що зробили його, як було зазначено в некролозі на смерть в американському журналі «Time», «найбільш продаваним автором з нинішніх британських письменників».
Письменник помер 12 січня 1960 року від серцевого нападу в машині «швидкої допомоги» дорогою з ферми в міську лікарню Мельбурна.

## Головні праці
- Стівен Морріс (1923, опублікована в 1961 році) ИСБН 1-84232-297-4
- Лоцманська проводка (1924, опублікована в 1961 році): продовження «Стівен Морріс».
- Marazan (1926) ISBN 1-84232-265-6а Погребували (1928) ISBN в 1-84232-294-Х.
- Самотня дорога (1932) ISBN 1-84232-261-3.
- Зруйноване місто (1938) ISBN в 1-84232-290-7.
- Що сталося з Corbetts (1938) ИСБН 1-84232-302-4.
- Старий полон (1940) ISBN в 1-84232-275-3.
- Примикання: Історія каналу (1940) ISBN в 1-84232-258-3.
- Щуролов (1942) ISBN 1-84232-278-8.
- Дуже таємно (1942, опублікована 1945) ISBN в 1-84232-269-9.
- Пастораль (1944) ISBN в 1-84232-277-Х.
- Добрий Вінланд кіносценарій, 1946) ISBN 1-889439-11-8.
- Моряки (1946-7, опубліковані 2000) ISBN в 1-889439-32-0.
- Рада Чекер (1947) ISBN 1-84232-248-6.
- Ні шосе (1948) ISBN 1-84232-273-7.
- Місто як Еліс (1950) ISBN в 1-84232-300-8.
- За рогом (1951) ISBN в 1-84232-289-3.
- У далекій країні (1952) ISBN 1-84232-251-6.
- В мокроті (1953) ISBN в 1-84232-254-0.
- Логарифмічна лінійка: автобіографія інженера (1954) ИСБН 1-84232-291-5.
- Реквієм за Кропивником (1955; Оригінальна назва: прибійна хвиля) ISBN в 1-84232-286-9.
- Поза Чорного пенька (1956) ИСБН 1-84232-246-х.
- На березі (1957) ISBN в 1-84232-276-1.
- Веселка і Троянда (1958) ISBN в 1-84232-283-4.
- Довірена особа від цеху (1960) ИСБН 1-84232-301-6.

## Фільмографія
- «Самотня дорога», англ. The Lonely Road (1936)
- «Щуролов», англ. Pied piper (1942)
- «Землепад», англ. Landfall (1949)
- «Немає траси в небо», англ. No highway in the sky (1951)
- «Місто як Еліс», англ. A town like Alice (1956)
- «На березі», англ. On the Beach (1959)
- «Місто як Еліс», англ. A town like Alice (TV Mini-Series) (1981)
- «Далекі країни», англ. The Far Country (1988)
- «На останньому березі», англ. On the Beach (2000)

## Примітка
1. ↑  Bibliothèque nationale de France BNF: платформа відкритих даних — 2011.
2. ↑  CONOR.Sl
3. ↑  Ryan, A. P. Extract from the Dictionary of National Biography 1951–1960. Nevil Shute Foundation. Архів оригіналу за 2 вересня 2015. Процитовано 23 квітня 2015.
4. ↑  Photo Timeline: 1911–1920 page 2. Nevil Shute Foundation. Архів оригіналу за 19 квітня 2012. Процитовано 10 червня 2016.
5. ↑  Telfair, Dan (2002). Foreword. The Seafarers.  Shute, Nevil. Paper Tiger Books. ISBN 9781889439327. Архів оригіналу за 22 жовтня 2023. Процитовано 23 липня 2021.